# Miki Berkovich
Moshe „Miki” Berkovici (în ebraică:'מיקי ברקוביץ , născut la 17 februarie 1954) este un baschetbalist israelian, considerat cel mai bun jucător de baschet al Israelului din toate timpurile.
În 2024 i s-a conferit Premiul Israel, premiul de stat al țării sale.

## Biografie
Berkovici s-a născut în 1954 la Kfar Saba în Israel într-o familie de evrei originari din România. La 6 luni s-a mutat cu familia la Kiryat Tivon în nordul țării, unde a crescut pâna la vârsta de 6 ani. După aceea s-au mutat în centrul Tel Avivului. A locuit pe strada Dizengoff 159 ,aproape de un mic teren de baschet al fostei asociații „Brit Makabim Atid”, unde a petrecut în antrenamente și jocuri de baschet. La vârsta de 13 ani a fost trimis la un curs de baschetbaliști dotați la Nahalal și apoi, întors la Tel Aviv, s-a alăturat clubului de baschet Maccabi Tel Aviv. 
Debutul în echipa de adulți Maccabi Tel Aviv l-a făcut la 17 ani la 8 octombrie 1971, participând la meciul cu echipa Hapoel Kiryat Haim.   
Jocul a fost câștigat de Maccabi, iar Berkovici, care a jucat doar câteva minute, a înscris cu această ocazie și primul său gol. În acel sezon 1971-1972 Berkovici a condus selecționata tânără de baschet a Israelului, antrenată de Ralf Klein, la câștigarea locului al 4-lea la Campionatul selecționatelor de tineret ale Europei. A fost încununat ca rege al golurilor al acelui turneu și ales între cei cinci cei mai buni jucători. S-a evidențiat în mod deosebit în victoria suprinzătoare asupra selecționatei sovietice de baschet cu 70 - 63, Berkovici înscriind 19 puncte. În mijlocul anilor 1970, împreună cu Motti Aroesti, Berkovich s-a bucurat de sfaturile și încurajarea antrenorului Yehoshua Rozin. În 1975-1976 a jucat vreme de un an în culorile echipei Rebels UNLV în statul Nevada din Statele Unite, dar, întors în vacanță în patrie, a fost convins să semneze un nou contract cu Maccabi Tel Aviv.
Împreună cu Maccabi Tel Aviv a obținut 19 titluri de campionat național și 17 cupe naționale ale Israelului. În 1977 a ajutat echipa Maccabi să câștige prima dată Cupa campionilor europeni, bătând pe Mobilgirgi Varese cu scorul 78 la 77.
În 1981 în fața lui Sinudyne Bologna, a reușit să înscrie golul victoriei cu scorul 80 la 79 și să obțină iarăși Cupa campionilor europeni. În 1988 s-a mutat la Maccabi Rishon Letzion, iar mai apoi la Hapoel Ierusalim și, în sfârșit, la Hapoel Tel Aviv. 
A jucat și în culorile echipei naționale a Israelului, cea mai mare performanță fiind medalia de argint, imediat după echipa URSS, la ediția din 1979 a Campionatului european de baschet.  
În 1995 s-a retras din activitatea profesională competitivă. Conduce o companie privată de asigurări, se ocupă cu afaceri imobiliare și comerț en gros. 
Până în 2006 a condus clubul de baschet Ramat Hasharon, în care au jucat fiii săi, Royi și Niv apoi, s-a asociat la conducerea clubului de baschet Hapoel Tel Aviv. In anii 2006-2007 a condus echipa de baschet Ironi Naharia.

### Viata privată
Miki Berkovich este căsătorit cu Sheli, născută Sobol, a cărei mamă este verișoara lui Shlomo Havlin, laureat al Premiului Israel pentru fizică.
Perechea locuiește la Tel Aviv și are doi fii, care au fost de asemenea baschetbaliști, și o fiică, precum și nouă nepoți.

## Palmares

### Cu Clubul Maccabi
- Cupa campionilor europeni  1977  și  1981
- 19 titluri de campioană a Israelului
- 17 cupe ale Israelului

### cu Selecționata națională a Israelului
- Campionatul european de baschet
  - Medalia de argint a Campionatului european de baschet 1979 - în Italia

- Berkovich se clasează pe locul al II-lea la numărul punctelor marcate în Superliga de baschet  a Israelului, după Doron Jamchi

- este jucătorul care a participat la cel mai mare număr de jocuri în culorile Selecționatei Europei (7 jocuri). La 28 decembrie 1995 Selecționata de baschet a Europei a jucat în Israel, în cinstea lui Berkovich,în  semn de rămas bun, în fața a 10.000 spectatori.

## Alte premii și onoruri

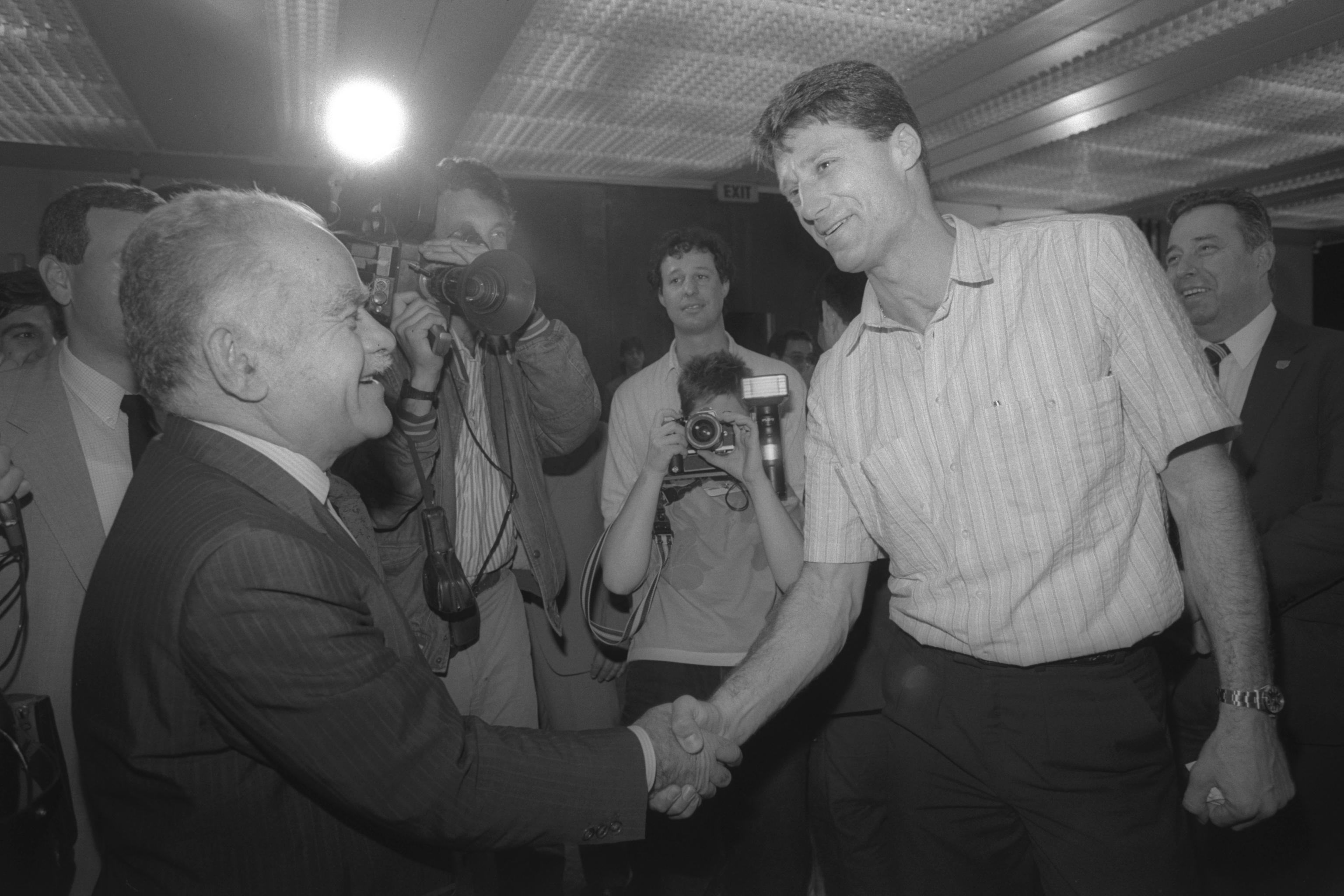
Miki Berkovich (la dreapta) și primul ministru al Israelului, Itzhak Shamir, în 1987

- 1991 - Ales pe lista celor 50 de cei mai mari jucători ai Federației Internationale de Baschet
- 2004 - Ales să participe la ceremonia de aprindere a făcliilor de Ziua Independenței a Israelului
- 2008 - Ales pe lista celor 50 de jucători de baschet cu cea mai mare contribuție la Euroligue
- 2022 - Premiul Ministerului Culturii și al Sportului al Israelului pentru întreaga activitate
- 2024- Premiul Israel, premiul de stat al Israelului